# Técnico de hotelaria
O técnico de hotelaria tem como principal função organizar e planificar os trabalhos de hotelaria. Devido aos seus conhecimentos técnicos abrangentes, sólidos e essencialmente práticos, são colocados facilmente em qualquer área de hotelaria.
O técnico de hotelaria pode ser responsável por:
Planificar e organizar os trabalhos essenciais num estabelecimento de hotelaria; controlar e arrumar os quartos dos hóspedes; servir comidas e bebidas; receber e aconselhar os hóspedes; elaborar planos para colocação de pessoal, relativos a um determinado departamento; tratar da correspondência com clientes; emitir facturas; tratar do caixa do estabelecimento; desenvolver, organizar e controlar medidas de marketing; calcular e elaborar ofertas.

## No Brasil
No Brasil, o curso de técnico de hotelaria comumente dura dois anos, repartidos por uma componente teórica em forma de blocos de aulas, e uma componente prática que tem lugar numa empresa formadora. Com a aprovação em um trabalho final, será emitido um diploma.
Disciplinas:
Cozinha; Restaurante; Recepção/Reservas; Andares/Governanta; Nutrição; Gestão de Hotelaria; Bebidas & Vinhos; Gestão de Eventos; Higiene & Segurança; Primeiros Socorros; Desenvolvimento Pessoal; Matemática; Contabilidade; Informática; Direito; Economia & Ciências Sociais; Marketing; Comunicação; Correspondência Alemão, Correspondência Inglês, Correspondência Portuguesa.